# Miguel Castellanos Sánchez
Miguel Castellanos Sánchez (1830-1904) fue un militar y político mexicano. Se desempeñó en contra del ejército francés durante la intervención francesa en México. Participó en la defensa de Puebla al lado del general Jesús González Ortega. Fue designado gobernador de Yucatán para el periodo 1874 - 1878, siendo presidente de México Sebastián Lerdo de Tejada, pero no terminó su mandato ya que fue sustituido por Eligio Ancona, quien fue declarado gobernador provisional de Yucatán en el mes de noviembre del mismo año de 1874.

## Datos históricos
Luchó junto con Porfirio Díaz en el sitio de Oaxaca; al entregarse la ciudad a las tropas enemigas, Castellanos quedó preso  y se le llevó al fuerte de Loreto en Puebla, donde se negó a firmar la promesa de no combatir más a los franceses a cambio de su libertad. Pudo salir libre más tarde en un canje de prisioneros, para volver inmediatamente al combate en contra de los invasores.
Participó en la toma de Mérida el 15 de junio de 1867, bajo las órdenes del general Manuel Cepeda Peraza. El 22 de mayo de 1873 fue designado vicegobernador y en marzo del año siguiente se hizo cargo de la gubernatura hasta el mes de noviembre en que dejó el cargo, a pesar de que había sido designado para ocuparlo hasta 1878.
Más tarde fue fiscal del tribunal del estado de Jalisco y murió en 1904, a los 74 años, siendo senador de la república por el estado de Morelos.